# Aphnaeus barnesi
Aphnaeus barnesi är en fjärilsart som beskrevs av Henry Stempffer 1954. Aphnaeus barnesi ingår i släktet Aphnaeus och familjen juvelvingar. Inga underarter finns listade i Catalogue of Life.